# Personalisierung (Informationstechnik)
Personalisierung bezeichnet in der Informationstechnik die nominelle Zuordnung von Merkmalen zu einer nutzenden Person und die Anpassung von Programmen, Diensten oder Informationen an die persönlichen Vorlieben, Bedürfnisse und Fähigkeiten eines Benutzers.
Zu unterscheiden sind formale und inhaltliche Personalisierungen. Zu unterscheiden sind auch Personalisierungen für Individuen oder für Gruppen von Benutzern. Alle Merkmale einer einzelnen Personalisierung werden in einem Merkmalsvektor zusammengefasst und diese Merkmalsvektoren werden mit einem Identmerkmal gespeichert.
Formal können zum Beispiel die Hintergrundfarbe oder die Spaltenanzahl eines Internetportals auf die persönlichen Vorlieben eines einzelnen Anwenders angepasst werden. Inhaltlich können die angezeigten Informationen auf die Bedürfnisse und Wünsche des Anwenders zugeschnitten werden.
Von einer Personalisierung erhofft sich der Anwender eine bequemere Nutzung eines Programms oder Angebotes. Unternehmen versuchen durch Personalisierung, Dienste oder Waren anzubieten, die den tatsächlichen oder vermuteten Präferenzen der Benutzer entsprechen. Einen Anwendungsfall stellen Empfehlungsdienste in vielen Online-Shops dar ("Kunden, die x gekauft haben, kauften auch y"). Ein weiteres Beispiel ist die personalisierte Auslieferung von Werbung zur Reduktion des Streuverlustes.

## Voraussetzungen
Voraussetzung für eine wiederholt nutzbare Personalisierung ist die Unterscheidbarkeit oder Identifizierung einzelner Nutzer, beispielsweise durch Namen oder Identnummern und durch zugeordnete Merkmalsvektoren. Diese Merkmalsvektoren von Nutzern werden in sogenannten Benutzerprofilen gespeichert und müssen ihnen zu einem späteren Zeitpunkt wieder eindeutig zugeordnet werden können. Bei einem Computersystem, auch in einem Netzwerk kann beispielsweise das Login zur Feststellung der Benutzeridentität und damit der Profilzuordnung dienen.
Ein Beispiel für die Verletzung dieser elementaren Voraussetzung stellen die Empfehlungssysteme mancher Personal Video Recorder dar, die von mehreren Haushaltsangehörigen abwechselnd benutzt werden, ohne sie voneinander unterscheiden zu können. Schlagen diese Systeme auf Basis eines Electronic Program Guide neue Fernsehinhalte vor, werden sie dabei die Bedürfnisse der einzelnen Haushaltsmitglieder nur teilweise aus einer gespeicherten Merkmalsliste der letzten Einstellungen und Auswahlen nur unzureichend unterscheiden.

## Ermittlung von Nutzerpräferenzen
Die in den Benutzerprofilen gespeicherten Präferenzen können auf zwei Wegen erfasst werden, die miteinander kombinierbar sind:
- durch explizite Eingaben des Nutzers selbst (explizite Personalisierung)
- durch die (für den Nutzer in der Regel unbemerkte) Beobachtung seines Verhaltens (implizite Personalisierung) als fortlaufende Erhebung, gegebenenfalls mit einem Ringspeicher für die gespeicherten Merkmale.

## Personalisierungstechniken
Für die inhaltliche oder formale Anpassung von Angeboten an die erhobenen Benutzerprofile lassen sich drei Techniken unterscheiden:
- Regelbasierte Personalisierung
- Kollaboratives Filtern
- Inhaltsbasierte Personalisierung

### Regelbasierte Personalisierung
Die regelbasierte Personalisierung, eine verhältnismäßig einfache Technik, passt Inhalte anhand eines vorgegebenen, relativ starren Regelwerkes an die anfangs vorliegenden Nutzerprofile an.
Beispielsweise werden bei manchen Direktwerbemaßnahmen nicht nur der Name des Empfängers und seine Anschrift, sondern weitere empfängerspezifische Informationen eingefügt. Je nach Druckverfahren können nur das Anschreiben oder auch alle weiteren Druckstücke personalisiert sein (siehe Digitaldruck). Mit modernen Lösungen für das sogenannte Database Publishing ist es aufgrund regelgestützter Ansätze möglich, komplexe Dokumente (Kataloge, Berichte u. ä.) unter Berücksichtigung umfangreicher Layoutvorgaben vollautomatisiert zu setzen. Hier gibt es verschiedene Anbieter und Lösungen wie Adobe Inc. oder DocScape.

### Kollaboratives Filtern
Beim kollaborativen Filtern (englisch community based personalization oder collaborative filtering) werden Verhaltensmuster von Benutzergruppen ausgewertet, um auf die Interessen Einzelner zu schließen. Dabei handelt es sich um eine Form des Data-Mining, die eine explizite Nutzereingabe überflüssig macht. Aufgrund des implizit beobachteten Nutzerverhaltens kann
- eine Ähnlichkeitsmatrix zwischen den Nutzern eines Angebots gebildet werden. Damit können den Nutzern jene Elemente präsentiert werden, die von ihren statistischen Nachbarn genutzt und/oder positiv bewertet wurden.
- eine Ähnlichkeitsmatrix zwischen den Elementen eines Angebots gebildet werden. Darin werden jene Inhalte als ähnlich definiert, die oft von denselben Personen genutzt und/oder positiv bewertet wurden.

Ein spezifisches Problem kollaborativer Filter besteht in ihrer Latenzzeit: Ein neuer Nutzer tritt mit einem leeren Benutzerprofil in das System ein und kann somit zu Beginn keine sinnvollen Empfehlungen erhalten. Gleiches gilt für neu in das System eintretende Elemente (z. B. Produkte in einem Online-Shop): Sie weisen keine quantifizierbare Ähnlichkeit mit anderen Elementen auf und können damit nicht sinnvoll empfohlen werden. Es handelt sich bei kollaborativen Filtern also um lernende Systeme und damit um eine Form der künstlichen Intelligenz.

### Inhaltsbasierte Personalisierung
Inhaltsbasierte Personalisierungstechniken definieren die Ähnlichkeit einzelner Elemente auf Basis von Metadaten, die die jeweiligen Elemente inhaltlich beschreiben. Dafür ist eine Indexierung der Elemente erforderlich, die entweder manuell (z. B. durch Tagging) oder automatisiert (z. B. mit Hilfe von Suchmaschinen) erfolgen kann. Das Personalisierungssystem schlägt Nutzern damit jene Elemente vor, die inhaltlich zu ihren Präferenzen passen.
Ein typischer Vertreter eines inhaltsbasierten Personalisierungsverfahrens ist das Empfehlungssystem des Internetradio-Anbieters Pandora: Jedes Musikstück wird manuell anhand hunderter Meta-Informationen beschrieben, woraus eine Ähnlichkeitsmatrix zwischen den Musiktiteln gebildet wird.